# Marsaskala
Marsaskala (jelentése "szicíliai kikötő", marsa=kikötő, sqalli=szicíliai), máltai nevén Wied il-Għajn ("vízfolyás a forrás mellett" vagy "a forrás völgye") Málta egyik helyi tanácsa a nagy sziget keleti partján. Itt található Málta legkeletibb pontja. Állandó lakossága 9298 fő (2005), nyáron azonban 20 000 körülire növekszik. Rövidítve M'Skala vagy M'Scala-ként is írják.

## Története

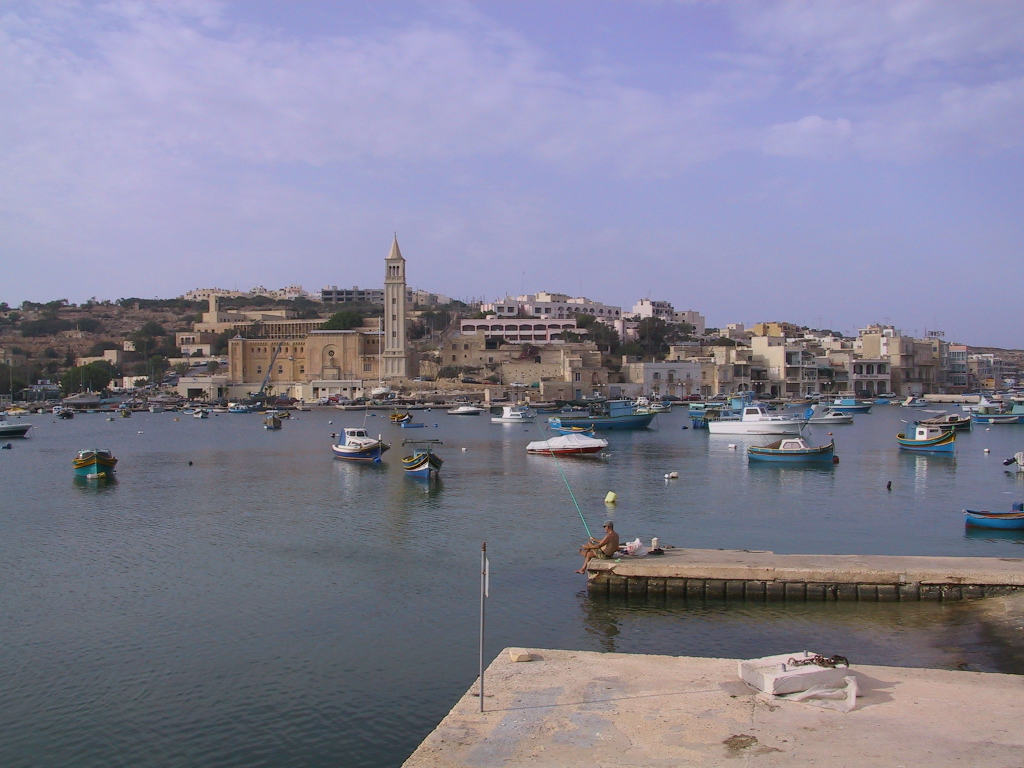
A plébániatemplom

Legkorábbi emlékek a területen a bronzkori "keréknyomok". Római emlékeket - keresztény katakombákat és egy villa romjait - főleg tar-Rumi környékén találtak. Bár kitűnő kikötőhely, a terület védtelensége miatt sokáig ritkán lakott volt. Csak 1614-ben építtetett Alof de Wignacourt nagymester őrtornyot il-Ħamriga félszigetén, majd 1715-ben épült fel a kikötő fölött a Vendome Battery tüzérségi állás. Brichelot és Bremond 1718-as térképén az öböl Cal.a Marsa Scalla, a torony Tour de Marsascalla néven szerepel. Ebben az időben több magántulajdonban lévő erődítés épült a környék védtelensége miatt (pl. Mamo Tower). Sokáig kedveltebb volt a szicíliai hajósok, mint a helyiek körében. 1895. április 19-én kezdték építeni a templomot. Egészen a második világháborúig apró halászfalu maradt. A háború után Cottonera lakói nyaralókat építettek itt, majd egyre többen ide is költöztek. 1949-ben önálló egyházközség lett, azóta lakossága tízévente megduplázódott.
A környező sziklák sok hajótörés okozói voltak, legutóbb a görög Angel Gabriel tanker tört ketté itt 1969 szeptemberében.
1994 óta Málta egyik helyi tanácsa. Ma a város rendkívül népszerű a turisták és a tengerpartra vágyó helyiek körében. Újabban diszkó és mozi is várja az érdeklődőket.

## Önkormányzata
Marsaskalát kilenctagú helyi tanács irányítja. A jelenlegi, hetedik tanács 2013 márciusában lépett hivatalba, 6 munkáspárti és 3 nemzeti párti képviselő alkotja.
Polgármesterei:
- Marvic Attard Gialanze' (1994–1997)
- Charles Zammit (1997–2000)
- Charlot Mifsud (2000–2006)
- Mario Calleja (Munkáspárt, 2006–)

## Nevezetességei

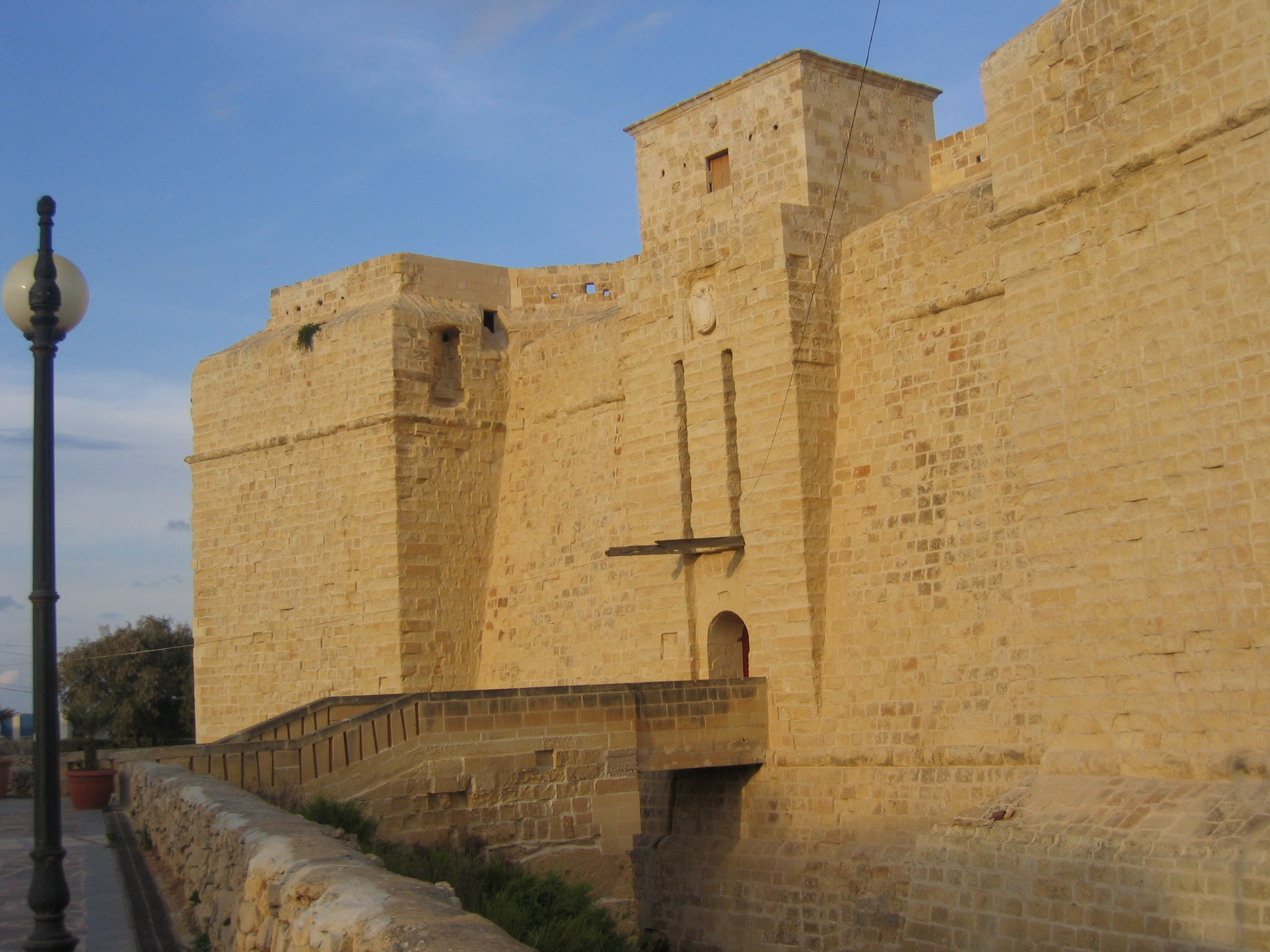
A St. Thomas Tower kapuja

### St. Thomas Tower
Alof de Wignacourt nagymester pontosan azon a helyen kezdte el a torony építését, ahol nem sokkal korábban 6000 török szállt partra. Ez volt a harmadik torony, amelynek költségeit maga Wignacourt állta. Jóval nagyobb a hagyományos máltai őrtornyoknál, ugyanis csapatok is állomásoztak benne. Két emelet magas, falai 5 méter vastagok. Száraz árka fölött függőhídon lehetett átjutni.

### Mamo Tower
1657-ben a Mamo család is őrtornyot építtetett a żejtuni út mentén. Az András-kereszt alaprajzú épületet száraz árok vette körül, amelyen függőhíd vezetett át. Közepén egy nagy kerek terem található, a kereszt száraiban pedig szobák. A torony ma magántulajdonban van.

### Egyéb nevezetességei
- A tengerparti sétány
- Żonqor Tower: Martín de Redín nagymester építtette 1659-ben. Jóval kisebb a Wignacourt-toronynál.
- San Gaetano-kápolna (San Ġejtanu, St. Cajetan): a Mamo család építtette 1657-ben
- Sólepárlók
- Bari Szent Miklós-kápolna (San Nikola ta' Bari, St. Nicholas): 1759-ben épült
- Padovai Szent Antal-kápolna (Sant'Antnin ta' Padova, St. Anton): 1675-ben épült a Xagħra nevű helyen
- A Három Kereszt: 1615-ben épült, valószínűleg az új żabbari egyházközség határköveként

## Kultúra
Band clubja a St. Anne Band Club.

## Sport
A város fő sportága a vízilabda, csapata, a Marsascala Sports Club Máltán a legrégebbi a sportágában (alapítva 1927-ben, majd 1974-ben). 1997-ben bajnokságot nyert, majd az Európa Kupában is sikerült két győzelmet elérnie.
2005-ben Marsaskala adott otthont a 8-as Pool Európa-Bajnokságnak. Ezen kívül van boccia-, windsurf- és vadászklubja is.

## Közlekedés
Közúton elérhető Valletta és Żabbaron keresztül a Három Város felől.
Autóbuszjáratai (2018. decemberi adatok):
- 91 (Valletta-Marsaskala)
- 92 (Valletta-Marsaskala)
- 93 (Valletta-Marsaskala)
- 119 (Marsaskala-Marsaxlokk-Birżebbuġa-Repülőtér)
- 124 (Isla-Marsaskala)
- 135 (Mater Dei kórház-Repülőtér-Marsaskala)
- 204 (Mater Dei kórház-Marsaskala)
- N10 (éjszakai körjárat, San Ġiljan-Marsaskala-Repülőtér-Żurrieq-San Ġiljan)
- N91 (éjszakai, San Ġiljan-Marsaskala)

## Testvérvárosai
Marsaskala a Douzelage testvérvárosi szervezet tagja.
Testvérvárosai:
| - Altea, Spanyolország - Bad Kötzting, Németország - Bellagio, Olaszország - Bundoran, Írország - Chojna, Lengyelország - Granville, Franciaország - Holstebro, Dánia - Houffalize, Belgium | - Judenburg, Ausztria - Karkkila, Finnország - Kőszeg, Magyarország - Meerssen, Hollandia - Niederanven, Luxemburg - Oxelösund, Svédország - Prienai, Litvánia | - Preveza, Görögország - Sesimbra, Portugália - Sherborne, Nagy-Britannia - Sigulda, Lettország - Sušice, Csehország - Türi, Észtország - Zólyom, Szlovákia |